# Jade Villalon
Jade Villalon est une chanteuse de rock américaine née le 12 août 1980 à San Diego.

## Biographie
Elle est née le 12 août 1980 à San Diego. Son père travaille pour la Navy et sa mère est nurse. De 7 ans à 12 ans, sa famille part habiter à New York.
Jeune elle passe des audits dans les télévisions de Los Angeles. Elle figure dans une émission avec Michelle Williams.
Elle fait des voix de dessins animées. Elle rejoint le groupe les Sweetbox à l'âge de 18 ans. Le groupe devient célèbre notamment en Asie.
En 2003, elle double la voix chantée de Yuna dans Final Fantasy X-2.
En 2007, elle entame une carrière solo.

## Discographie
Avec les Sweetbox:
- Classified (2001)
- Jade (2002)
- Adagio (2004)
- After the Lights (2004)
- Addicted (2006)

Solo :
- Out of the Box (2007)
- Bittersweet Symphony (2008)